# Palazzo D'Anna Viaro Martinengo Volpi di Misurata
Palazzo D'Anna Viaro Martinengo Volpi di Misurata, conosciuto anche come Palazzo Talenti D'Anna Volpi, è un palazzo di Venezia, ubicato nel sestiere di San Marco, affacciato sul lato sinistro del Canal Grande, tra Palazzo Tron e Casa Marinoni e di fronte a Palazzo Donà della Trezza.

## Storia
Come si può intuire dall'articolato nome, questo palazzo è passato di proprietà varie volte nel corso della sua storia. Costruito nei primi anni del XVI secolo per volere della famiglia Talenti, passò ben presto al ricco mercante fiammingo Martino D’Anna (van Haanen). L'ampliamento del palazzo, avvenuto intorno alla metà del XVII secolo, si deve ai successivi proprietari, i Viaro, antica e nobile famiglia veneziana. Nel corso del XVIII secolo l'edificio passò nuovamente di mano, in un primo tempo per via ereditaria ai patrizi veneziani Foscarini e successivamente ai conti Martinengo di origine bresciana, mentre nel XIX secolo divenne proprietà del Conte Giovanni Conti che alla sua morte, nel 1872, lo destinò a casa di riposo. Nel 1917 ne divenne infine proprietario il controverso imprenditore Giuseppe Volpi, dal 1925 insignito del titolo di Conte di Misurata, creatore della zona industriale di Porto Marghera e ideatore della Mostra del cinema di Venezia.

## Architettura
Ad una prima vista la facciata del palazzo sembra divisa in quattro sezioni con due tipologie strutturali alternate ma guardando più attentamente si nota che la prima sezione di sinistra è stata collegata all'edificio preesistente in un secondo tempo.
Il palazzo originario è costruito in stile rinascimentale in forme che sono comuni a molti altri palazzi della città lagunare. 
Il pian terreno in pietra presenta un portale d'acqua centrale e un mezzanino di altezza molto più elevata rispetto alla norma. La struttura si sviluppa con un solo piano nobile con quadrifora centrale ad arco a tutto sesto, cornicione superiore ed un unico balconcino; le parti laterali presentano una coppia di monofore di uguale stile con balconcino singolo, inframezzate da uno stemma nobiliare in rilievo. La facciata si chiude con il mezzanino sottotetto con finestre quadrate che si posizionano sopra ognuna delle finestre sottostanti; il piano nobile e il mezzanino sottotetto sono divisi da un cornicione marcapiano e da un'alta fascia di intonaco che originariamente ospitava un affresco del Pordenone, ad oggi completamente scomparso.
La parte del palazzo che è stata successivamente inglobata, il "quarto" di sinistra, ricalca quasi fedelmente la facciata centrale del corpo dell'edificio, eccezion fatta per la presenza di due porte d'acqua e di due sole finestre nel mezzanino sottotetto.
Per quanto riguarda gli interni, il piano nobile è sfarzoso grazie anche alla presenza di mobili e quadri d'epoca. Vi si accede attraverso lo scalone d'onore che dall'androne al piano terra porta al portego del piano nobile. Il soffitto del grande salone da ballo fu trionfalmente affrescato per volere del Conte Giuseppe Volpi di Misurata, in stile tiepolesco, dal pittore Ettore Tito e lungo il fregio sono indicati i nomi delle vittoriose battaglie dell'esercito italiano in Tripolitania durante la guerra d’Africa, in riferimento al suo governatorato ivi avvenuto tra il 1921 ed il 1925.